# Seznam albánských fotografů
Toto je seznam albánských fotografů.

## Fotografové z Albánie
- Jani Zengo (1832–1913)
- Kristo Sulidhi (1858–1938)
- Kolë Idromeno (1860–1939)
- Mati Kodheli (1862–1881)
- Kel Marubi (1870–1940)
- Gegë Marubi (1907–1984)
- Refik Veseli (1926–2000)

## Fotografové z Kosova
- Rifo Dobra (1952)
- Burim Myftiu (1961)
- Fadil Berisha (1973)

## Fotografové ze severní Makedonie
- Bajazid Doda (1888–1933)
- Mimoza Veliu (1979)

## Albánsko-američtí fotografové
- Gjon Mili (1904–1984)
- George Tames (1919–1994)
- Emin Kadi

## Podle abecedy
- Agim Verzivolli
- Ali Bakiu (1911–1981)
- Angjelin Nënshati
- Besim Fusha
- Burim Myftiu
- Dhimitër Mborja-Bratko (1903–1990)
- Enver Bylykbashi
- Fadil Berisha
- Fahredin Spahija
- Gjon Mili
- Kolë Idromeno (1860–1939)
- Jani Ristani (1913–?)
- Kristaq Sotiri
- Mandi Koçi (1912–1982)
- Mat Kodheli (1862–1881)
- Mentor Zajmi
- Mihal Popi (1909–1979)
- Mikel Kodheli (1870–1940)
- Misto Cici (1902–?)
- Ndoc Kodheli
- Niko Stefani
- Niko Xhufka
- Petrit Daku
- Petrit Kumi (1930–?)
- Petrit Ristani
- Petro Dhimitri (1861–1946)
- Piro Naçe
- Pjeter Marubi (1834–1904)
- Rakip Zeneli
- Roland Tasho
- Vasil Ristani
- Ornela Vorpsi